# Chronologie de l'invasion de l'Ukraine par la Russie (mai 2023)
Pour un article plus général, voir Invasion de l'Ukraine par la Russie.
Cet article fait partie de la chronologie de l'invasion de l'Ukraine par la Russie et présente une chronologie des événements clés de ce conflit durant le mois de mai 2023.
Pour les événements précédents, voir Chronologie de l'invasion de l'Ukraine par la Russie (avril 2023).
Pour les événements suivants, voir Chronologie de l'invasion de l'Ukraine par la Russie (juin 2023).

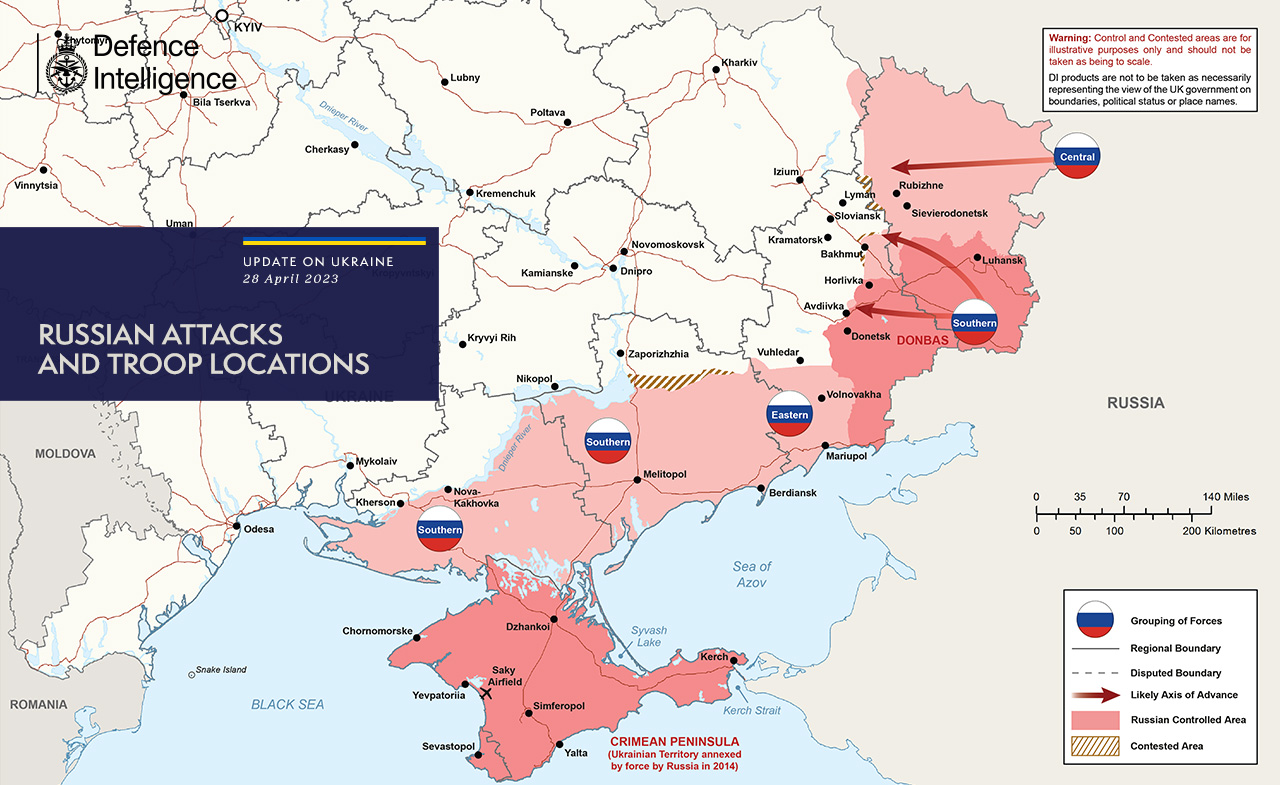
Situation fin avril 2023

## Chronologie des évènements

### 1ermai
L'armée ukrainienne mène des contre-attaques sur certaines positions russes établies dans la ville de Bakhmout.
Le gouverneur russe de l'oblast de Briansk, Alexandre Bogomaz, rapporte qu'un train de marchandises a déraillé entre Briansk et Ounetcha, à la suite d'une explosion. Un communiqué indique que sept wagons ont déraillé et que l'incident a été causé par une « intervention de personnes extérieures »,,,.
Une ligne à haute tension est endommagée par un engin explosif à Soussanino (ru), dans la région de Léningrad, Russie
Le porte-parole du Conseil de sécurité nationale des États-Unis, John Kirby, estime que la Russie a enregistré 100 000 victimes depuis le mois de décembre 2022, dont 20 000 morts.

### 2 mai
Le gouverneur russe de l'oblast de Briansk, Alexandre Bogomaz, déclare qu'« un nouvel engin explosif a explosé près de la gare de Snejetskaia, située à proximité de Belye Berega (ru), entraînant le déraillement d'une locomotive et d'une vingtaine de wagons »,,.

### 3 mai
Le gouverneur russe du kraï de Krasnodar, Véniamine Kondratiev (ru) annonce qu'« une citerne avec des produits pétroliers a pris feu dans le village de Volna (ru) dans le district de Temriouk (en) ».
La présidence ukrainienne déclare « n'avoir rien à voir avec cette attaque » et accuse même la Russie de « mise en scène ».
La Russie annonce avoir abattu deux drones ukrainiens qui tentaient d'attaquer le Kremlin, une déclaration démenti par le Président Volodymyr Zelensky,.
L'ex-président russe Dmitri Medvedev appelle quant à lui à éliminer le président ukrainien à la suite de l'incident survenu au Kremlin.
Le Président Volodymyr Zelensky fait une visite diplomatique aux Pays-Bas.

### 4 mai
Après avoir accusé l'Ukraine, la présidence russe accuse désormais les États-Unis d’avoir commandité l'attaque présumée de drones contre le Kremlin.
John Kirby, le porte-parole du Conseil de sécurité nationale des États-Unis, indique que « Dmitri Peskov ment purement et simplement en affirmant que les décisions concernant de telles attaques ne sont pas prises à Kyïv, mais à Washington ».
La ministre française des Affaires étrangères, Catherine Colonna, « trouve pour le moins étrange » cette attaque présumée de drones qui auraient visé Vladimir Poutine.
Le Président Volodymyr Zelensky est en déplacement au siège de la Cour pénale internationale (CPI), à La Haye et réclame la création d'un tribunal spécial pour le crime d’agression.
Le gouverneur de Sébastopol (ru), Mikhaїl Razvojaїev indique que les forces de défense aérienne russes ont détruit un drone ukrainien près de l'aérodrome de Belbek.

### 5 mai
La metteuse en scène Ievguenia Berkovitch et la dramaturge Svetlana Petriïtchouk (ru) sont placées en détention provisoire, pour « justification du terrorisme, signes de l'idéologie de l'islamisme et du djihadisme, féminisme radical et lutte contre l'ordre social androcentrique de la Russie » pour la pièce de théâtre Finist est un vaillant faucon (ru),.
À cause du manque de munitions, Evgueni Prigojine, le patron du groupe Wagner, menace de se retirer de Bakhmout, à partir du 10 mai et de laisser ses positions aux unités du ministère de la Défense,.

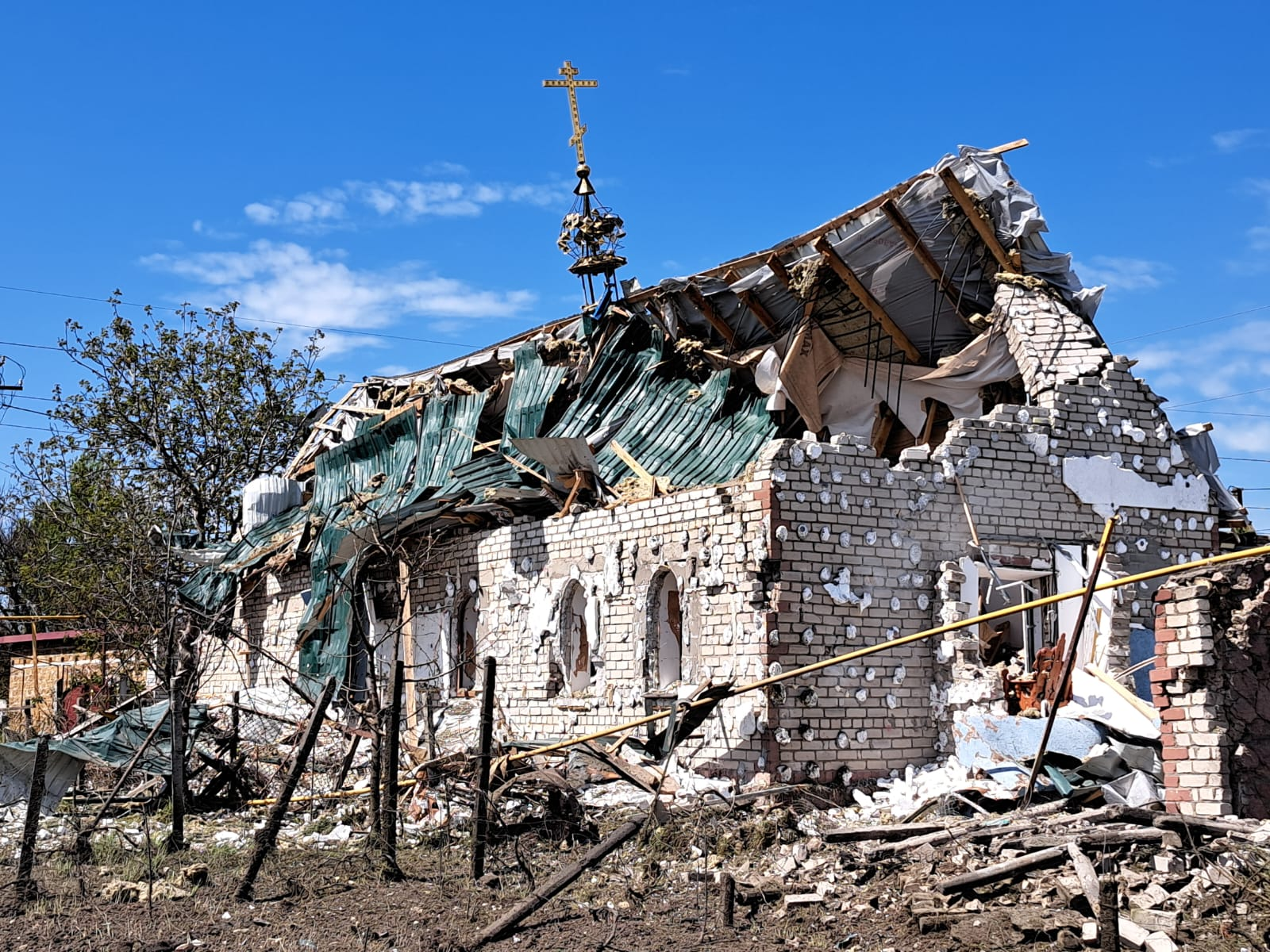
Église de Vessele (uk) après avoir été touchée par une bombe aérienne russe le 5 mai 2023.
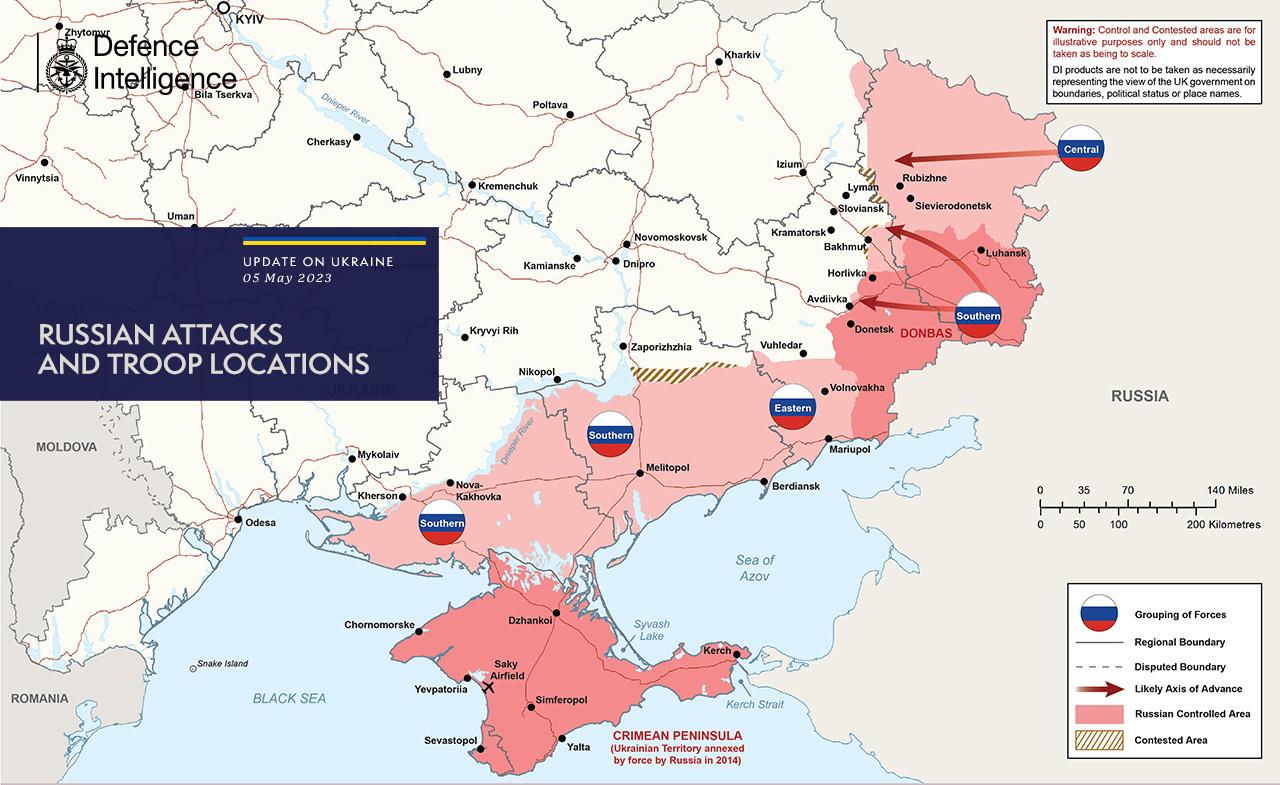
Situation au 5 mai 2023

### 6 mai
Evgueni Prigojine, chef du groupe Wagner, demande à l'armée russe l'autorisation de céder ses positions de Bakhmout aux troupes tchétchènes de Ramzan Kadyrov, pour protester contre le manque de munitions.
Selon les forces ukrainiennes, un missile Kh-47M2 Kinjal est abattu au-dessus de l'Ukraine, par une batterie Patriot,.

### 7 mai
Les forces ukrainiennes endommagent un gazoduc, des lignes électriques ainsi qu'une maison dans le village de Spodariouchino, dans la région russe de Belgorod.

### 8 mai
Evgueni Prigojine, déclare que des combats « féroces » se poursuivent à Bakhmout et indique que les forces russes ont avancé de 130 mètres au cours de la journée.

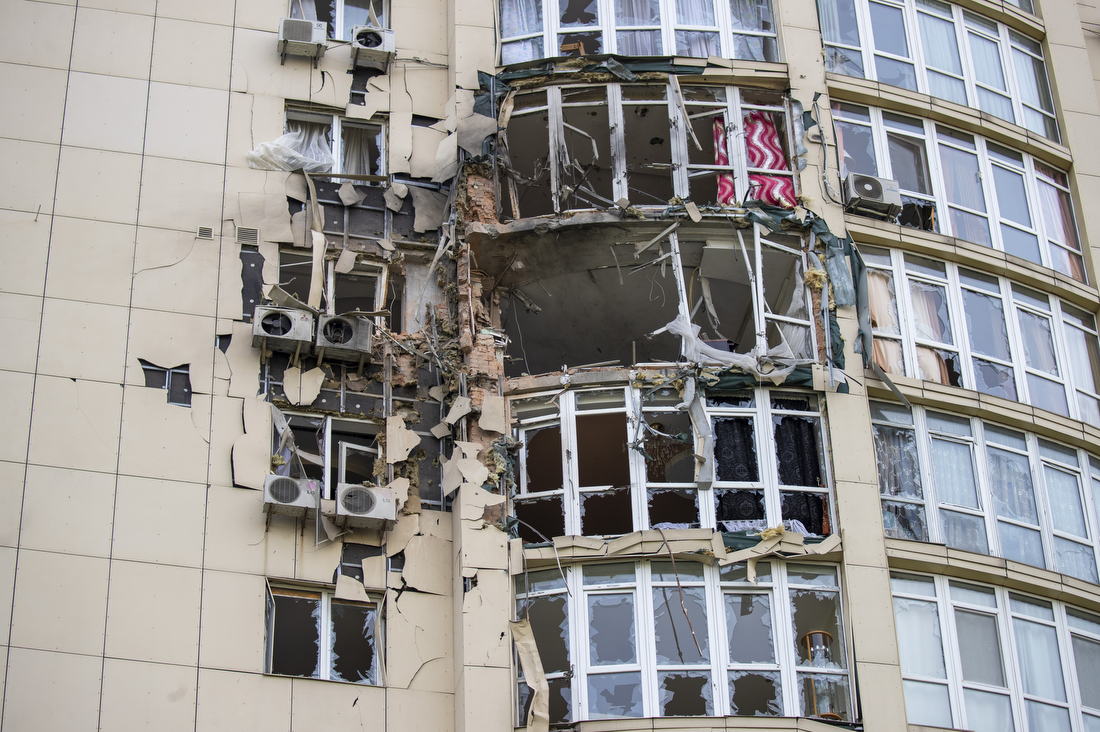
Un immeuble endommagé par un drone, à Kyïv, le 8 mai 2023.

### 9 mai
L’armée russe lance vingt missiles, mène trente frappes aériennes et tire environ trente roquettes sur l'Ukraine.
Le journaliste français de l'AFP, Arman Soldin, est tué lors d'une attaque de roquettes russes, dans les environs de Tchassiv Iar, située à proximité de Bakhmout,.

### 10 mai
Selon un communiqué de la 3e brigade d'assaut ukrainienne « Azov », « le rapport de Prigojine sur la fuite de la 72e brigade de fusiliers motorisés russes des environs de Bakhmout et les 500 cadavres russes laissés derrière eux est vrai ».

### 11 mai
Le ministère de la Défense russe indique que l'armée ukrainienne mène des « opérations offensives » tout le long de la ligne de front près de Soledar, oblast de Donetsk .
L'armée russe continue de concentrer ses efforts sur les axes Lyman, Bakhmout, Avdiïvka et Marïnka.
Un drone ukrainien attaque une installation de la compagnie pétrolière russe Rosneft, près de la ville de Klintsy, dans l'oblast de Briansk.

### 12 mai
L'armée ukrainienne affirme avancer autour de Bakhmout, tandis que l'armée russe indique progresser dans la ville et avoir repoussé une offensive sur un front de 95 km.

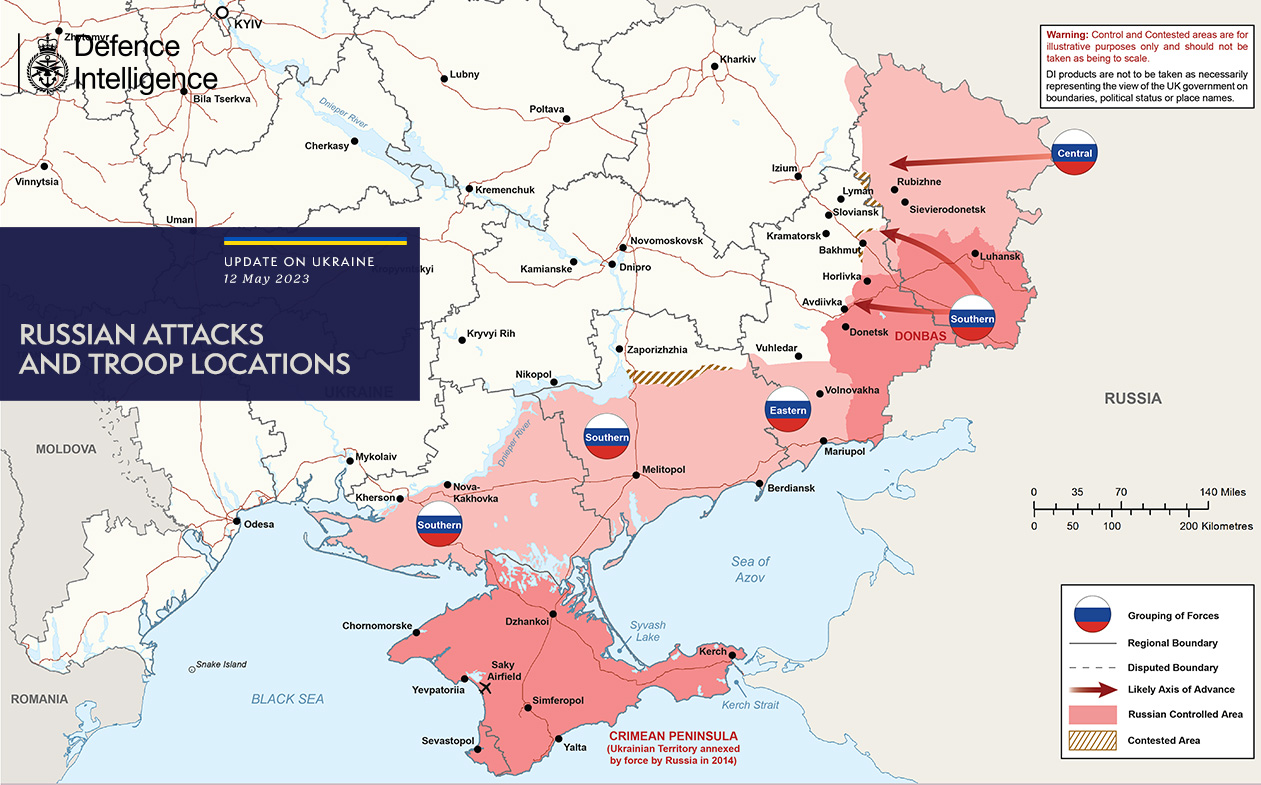
Situation le 12 mai 2023

### 13 mai
Le président ukrainien, Volodymyr Zelensky se trouve à Rome, en Italie, pour s'entretenir avec le pape François, le président italien Sergio Mattarella, et la cheffe du gouvernement, Giorgia Meloni.
L'armée ukrainienne affirme « avancer dans certaines zones autour de Bakhmout », tout en continuant la défense du centre-ville tandis que le ministère de la Défense russe atteste que « des unités d'assaut ont libéré un quartier dans la partie nord-ouest de la ville de Bakhmout ».
L'agence de presse TASS indique qu'« un hélicoptère s’est écrasé dans la ville de Klintsy », située à 65 km de la frontière ukrainienne, dans l'oblast de Briansk. Vladimir Rogov, un responsable d’occupation russe en Ukraine, affirme que ce sont « deux Mi-8, un Su-35 et un Su-34 russes qui ont été abattus et les pilotes des hélicoptères et du Su-34 tués ».

### 14 mai
Le président ukrainien Volodymyr Zelensky arrive à Berlin, en provenance de Rome, où il est reçu par le président allemand, Frank-Walter Steinmeier et le chancelier allemand, Olaf Scholz, puis à Aix-la-Chapelle, par la présidente de la Commission européenne Ursula von der Leyen. Dans la soirée, il atterrit à l'aérodrome de Villacoublay et est reçu par le président de la République Emmanuel Macron, au palais de l'Élysée,.
Igor Konachenkov, porte-parole du ministère de la Défense russe, affirme « avoir lancé une frappe avec des armes aériennes et maritimes de longue portée de haute précision sur des sites des forces armées ukrainiennes et sur des lieux de stockage de munitions, d'armes et de matériel militaire reçus des pays occidentaux, à Ternopil et Petropavlivka, raïon de Beryslav, oblast de Kherson, et que toutes les cibles ont été touchées ».
Le porte-parole du ministère de la Défense russe, Igor Konachenkov, annonce la mort des colonels Viatcheslav Makarov, commandant de la 4e brigade de fusiliers motorisés, et Evgueni Brovko, commandant adjoint du 2e corps d’armée de la Garde Louhansk-Severodonetsk, à Klichtchiïvka, durant les combats à Bakhmout,. La vice-ministre ukrainienne de la Défense, Hanna Maliar, affirme que les troupes ukrainiennes ont repris plus de dix positions russes au nord et au sud dans la banlieue de Bakhmout.

### 15 mai
Après avoir quitté Paris, le président ukrainien Volodymyr Zelensky rencontre le Premier ministre britannique, Rishi Sunak, au 10 Downing Street.
L'armée russe affirme avoir abattu « sept missiles HARM, dix roquettes Himars et un missile Storm Shadow ».
Le ministre de l'Intérieur par intérim de la république populaire de Lougansk est grièvement blessé à la suite d'une explosion dans le centre de Louhansk.

### 16 mai
Le porte-parole du commandement de l'armée de l'air ukrainienne, Iouri Ihnat, indique que « 18 missiles de différents types ont été lancés dans l’attaque de la nuit du 15 au 16 mai par les Russes sur Kyïv, dont six missiles aérobalistiques Kinjal lancés depuis des MiG-31, neuf missiles de croisière depuis des navires en mer Noire et trois missiles de croisière terrestres S-400, ainsi que des drones Shahed iraniens ». L'Ukraine affirme avoir abattu les six missiles russes Kinjal.
L'armée russe déclare avoir frappé pendant la nuit, avec un barrage de missiles, des installations militaires en Ukraine, et « avoir touché toutes les cibles », tandis que les forces ukrainiennes affirment avoir abattu tous les engins russes.
De son côté, l'armée russe affirme avoir détruit un système Patriot à Kyïv.
La vice-ministre de la Défense ukrainienne, Hanna Maliar, indique que « Ces derniers jours, nos troupes ont libéré environ 20 kilomètres carrés au nord et au sud de la périphérie de Bakhmout. Dans le même temps, l’ennemi progresse dans Bakhmout même, détruisant complètement la ville à l’aide de l’artillerie »,.

### 17 mai
Le porte-parole militaire ukrainien, Serhi Cherevaty, indique que ses unités ont pénétré jusqu'à 500 mètres, dans certaines parties du front de Bakhmout.
Un haut responsable de la Défense des États-Unis confirme qu'un système Patriot a été endommagé par un projectile non identifié tombé à proximité.
| Pertes au 17 mai 2023     | Pertes au 17 mai 2023                                  | Pertes au 17 mai 2023     |
| Russie et alliés (10 324) | Équipements                                            | Ukraine et alliés (3 375) |
| ------------------------- | ------------------------------------------------------ | ------------------------- |
| 1 965                     | Chars                                                  | 500                       |
| 852                       | Véhicules blindés de combat                            | 270                       |
| 2 334                     | Véhicules de combat d'infanterie                       | 537                       |
| 308                       | Véhicules blindés de transport de troupes              | 259                       |
| 44                        | Véhicules blindés de haute protection contre les mines | 55                        |
| 186                       | Véhicules de transport de troupes                      | 300                       |
| 240                       | Postes de commandement et postes de communication      | 12                        |
| 305                       | Véhicules et équipements du génie                      | 57                        |
| 38                        | Systèmes de missiles antichars automoteurs             | 21                        |
| 103                       | Véhicules et équipements de soutien d'artillerie       | 23                        |
| 210                       | Artillerie tractée                                     | 121                       |
| 397                       | Artillerie automotrice                                 | 152                       |
| 202                       | Lance-roquettes multiples                              | 45                        |
| 17                        | Canons antiaériens                                     | 4                         |
| 24                        | Canons antiaériens automoteurs                         | 5                         |
| 114                       | Systèmes de missiles sol-air                           | 113                       |
| 32                        | Radars et équipements de communication                 | 59                        |
| 36                        | Moyens de brouillage radar                             | 2                         |
| 82                        | Aéronefs                                               | 66                        |
| 87                        | Hélicoptères                                           | 29                        |
| 9                         | Drones de combat                                       | 18                        |
| 230                       | Drones de reconnaissance                               | 96                        |
| 6                         | Trains logistiques                                     | -                         |
| 2 500                     | Camions, autres véhicules dont tout-terrain            | 604                       |
| 12                        | Navires de guerre                                      | 26,                       |

### 18 mai
De nouvelles attaques aériennes frappent Kyïv, Khmelnytskyï, Odessa et l'oblast de Vinnytsia,. Le ministère de la Défense russe affirme avoir atteint tous ses objectifs de frappes, ce que l'Ukraine réfute et indique avoir réussi à détruire 33 cibles aériennes, 29 missiles et 4 drones.
Le gouverneur de la Crimée annexée, Sergueï Aksionov, indique que « dans le district de Simferopol, des wagons transportant des céréales ont déraillé et que le déraillement a été causé par une explosion », ayant causé un cratère de 15 mètres de diamètre et endommagé 50 mètres de rails.
Le porte-parole des forces armées ukrainiennes, Serhi Tcherevaty, déclare que les troupes ukrainiennes parviennent à avancer de 150 à 1 700 mètres au cours des dernières 24 heures.

### 19 mai
Selon l'état-major ukrainien, l'armée russe effectue, ces dernières vingt-quatre heures, 39 tirs de missiles, a mené 39 attaques aériennes et 50 tirs de roquettes et détruit vingt-deux drones Shahed-136 et Shahed 131 et six missiles de croisière Kalibr.
Le Président Volodymyr Zelensky arrive en Arabie saoudite pour le sommet de la Ligue arabe.
Après avoir annoncé, début mai, avoir abattu pour la première fois un missile hypersonique russe de type Kinjal à l'aide du système Patriot au-dessus de Kyïv, l'Ukraine revendique avoir abattu au moins un avion de chasse russe, volant loin du front avec ce même système.
Dmitri Medvedev affirme que l'armée russe a recruté 120 000 soldats contractuels depuis janvier 2023.
En outre, le ministère de l’Intérieur russe publie une notice de recherche et d'arrestation contre le procureur de la Cour pénale internationale Karim Khan, en représailles au mandat d'arrêt international, lancé contre Vladimir Poutine.
D'autre part, la Russie interdit l’entrée sur son territoire de 500 Américains dont Barack Obama.

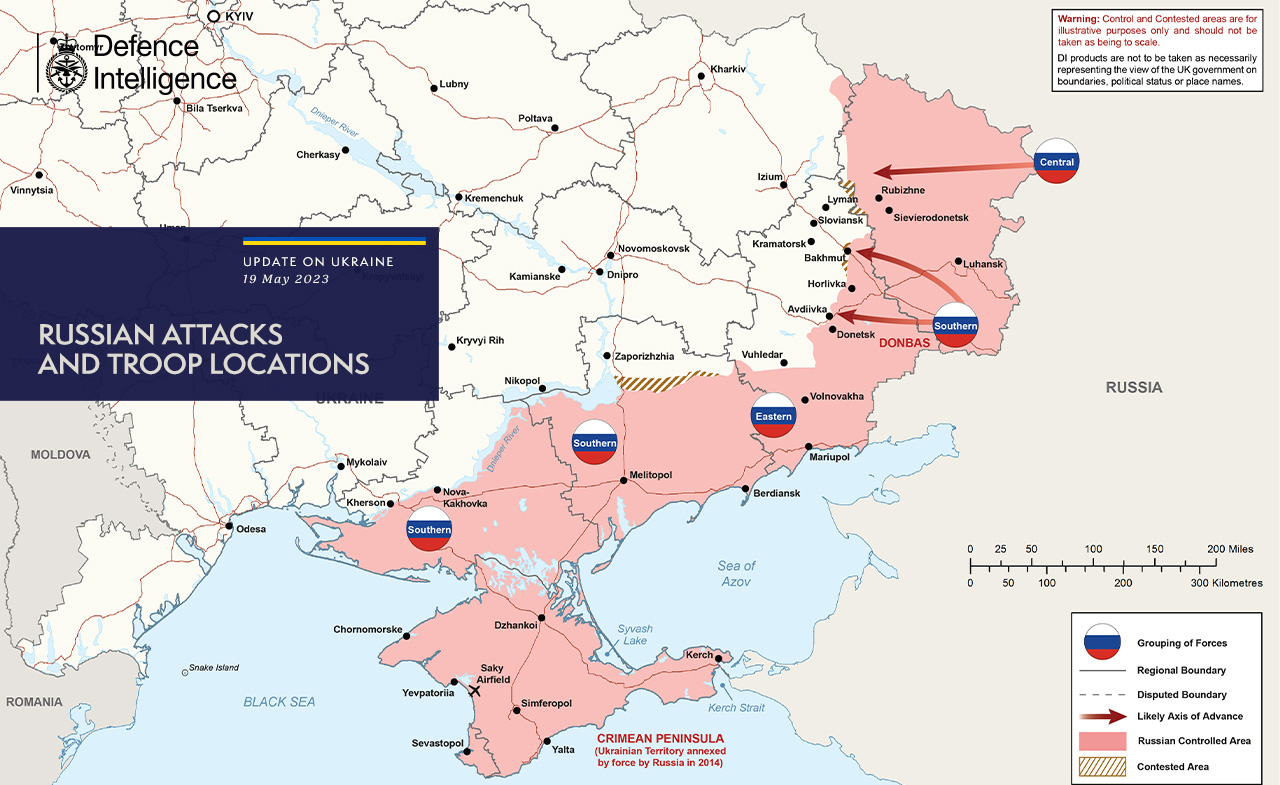
Situation le 19 mai 2023

### 20 mai
Le Président Volodymyr Zelensky arrive à Hiroshima pour le sommet du G7.
Petro Andriouchtchenko, un adjoint au maire élu (ukrainien) de Marioupol, affirme qu'un bâtiment abritant environ 150 soldats russes et servant de base a été détruit par des explosions.
En outre, Evgueni Prigojine affirme, une nouvelle fois, que Bakhmout a été prise dans sa totalité tandis que Kyïv affirme avoir toujours le contrôle de certaines zones dans la ville.
D'autre part, les services de renseignement ukrainiens supposent que les russes produisent 67 missiles par mois, dont 35 Kh-101 et 25 Kalibr, pour les missiles de croisière, cinq missiles balistiques M723, pour le système Iskander-M et deux missiles hypersoniques Kinjal [réf. nécessaire].

### 21 mai
Le président de la Douma d'État, Viatcheslav Volodine, veut que la Pologne restitue les territoires qu'elle a reçus après la Seconde Guerre mondiale et réclame 750 milliards de dollars supplémentaires pour la compensation des investissements réalisés en Pologne après la guerre.
En outre, « la troisième brigade d'assaut ukrainienne continue à déloger les occupants de leurs positions près de Bakhmout. Le territoire de 1 730 mètres de large et de 700 mètres de profondeur a été nettoyé des forces ennemies ».
D'autre part, Evgueni Prigojine annonce quitter la zone de Bakhmout le 25 mai et remettre les positions occupées par le groupe Wagner au ministère de la défense russe.

### 22 mai
Dans la nuit, la ville de Dnipro est attaquée par 16 missiles et 20 drones russes.
L'état-major de l'armée ukrainienne indique que les combats dans et autour de la ville de Bakhmout se poursuivent,,.
En outre, Moscou indique « qu'un groupe de sabotage et de reconnaissance des forces armées ukrainiennes est entré sur le raïon de Graïvoron et qu'ils sont pourchassés conjointement par le service des frontières, la Garde russe et le FSB »,.
Kyïv dément être responsable de cette incursion, et le service de renseignement militaire ukrainien indique que cette opération est menée par des opposants au régime de Vladimir Poutine, composés de la Légion « Liberté de la Russie » et du Corps des volontaires russes,,.
En raison de cette incursion, les autorités russes instaurent un régime « antiterroriste » dans la région russe de Belgorod et évacuent en urgence le site de stockage d’armements nucléaires de « Belgorod-22 »,,.

### 23 mai
Après l'incursion des opposants russes au régime de Vladimir Poutine, dans l'oblast russe de Belgorod, plusieurs attaques de drones visent Graïvoron et Borissovka (ru).
Viatcheslav Gladkov, le gouverneur de la région de Belgorod (ru), indique que les habitants de Graïvoron, Novostroïevka-Pervaïa (ru), Novostroïevka-Vtoraya (ru), Gorkovski (ru), Bezymeno (ru), Mokraïa Orlovka (ru), Glotovo (ru), Gora-Podol (ru), Zamość (ru) et Spodarioucheno (Сподариучено) ont été déplacés.
La Russie affirme avoir « écrasé » le groupe ayant attaqué la veille depuis l’Ukraine l'oblast russe de Belgorod affirmant avoir tué plus de 70 « nationalistes ukrainiens » et détruit quatre véhicules blindés, indiquant également que le régime « antiterroriste » mis en place dans la région est levé.

### 24 mai
Evgueni Prigojine estime qu'environ 10 000 des 50 000 détenus qui ont été recrutés dans les prisons russes par le groupe Wagner, ont été tués lors des combats en Ukraine. Des documents américains évaluent au 1er mars les pertes russes entre 35 500 et 43 500 hommes, contre 16 000 à 17 500 pour l’Ukraine.
Le ministère de la Défense russe déclare que le navire de reconnaissance Ivan-Khours a été attaqué « sans succès » avec trois bateaux sans pilote, « qui ont été détruits par des tirs de l’armement embarqué », alors qu'il se trouvait dans la zone économique de la Turquie, à environ 140 km au nord-est du détroit du Bosphore. Toutefois, une vidéo jette le doute sur les affirmations, car l'un des drones atteint la poupe gauche de l'Ivan Khurs.
Des images satellite révèlent les défenses russes avant un assaut majeur.

### 25 mai
Evgueni Prigojine déclare concernant les soldats positionnés à Bakmout : « d'ici au 1er juin, la majeure partie de (nos unités) se réinstallera dans des bases de l'arrière. Nous remettons les positions aux militaires, les munitions et tout ce qui s’y trouve »,.
Les partisans russes antiPoutine de l'opération militaire contre Belgorod sont de retour dans leurs bases en Ukraine. Ils affirment que l'infiltration a été un « succès »,.
En outre, le ministère de la Défense russe annonce que des « armes nucléaires non stratégiques » russes sont désormais stockées en Biélorussie,.

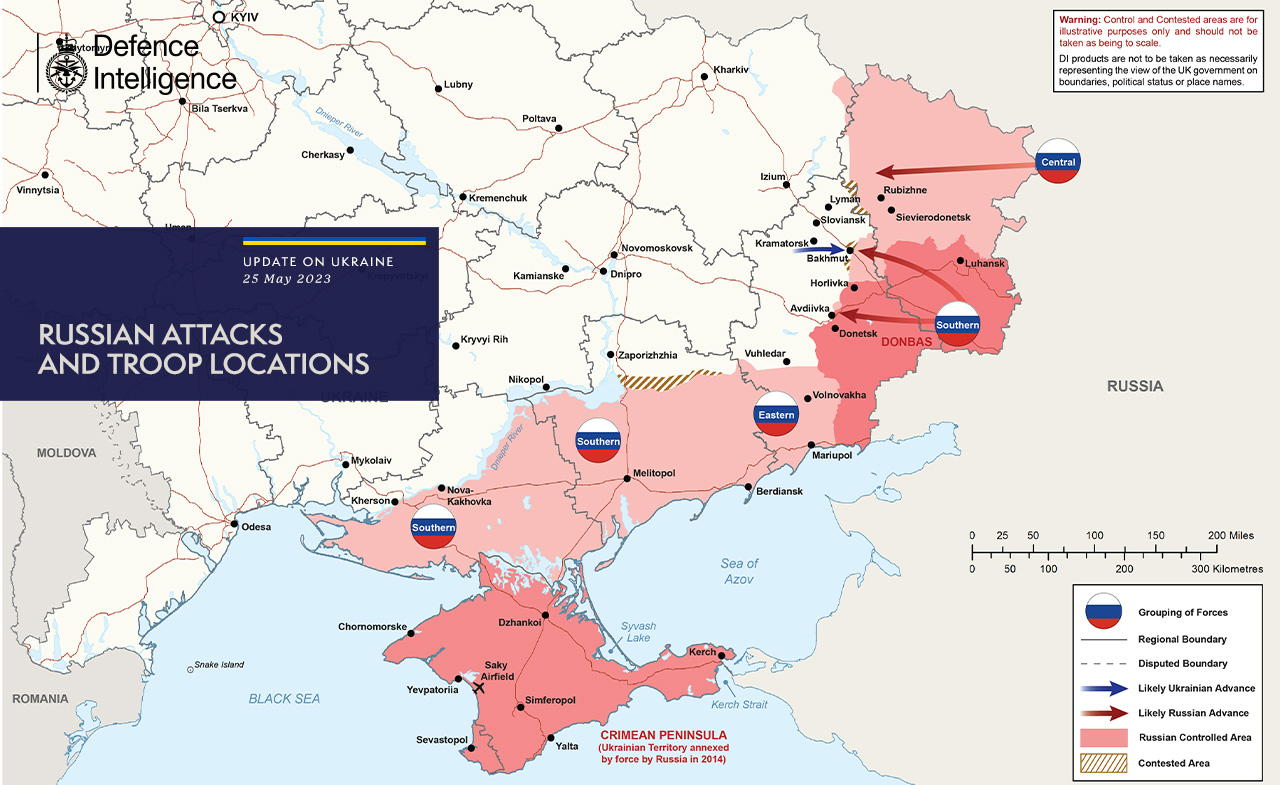
Situation le 25 mai 2023

### 26 mai
Une vidéo montre le navire espion russe Ivan Khurs, entrant dans la baie de Sébastopol.
En outre, un bâtiment de Gazprom situé dans l'oblast de Belgorod, en Russie, est endommagé par une attaque de drone ukrainien.
De plus, Kyïv est de nouveau bombardée par des missiles de croisière, lancés par des bombardiers stratégiques Tu-95MS, depuis la région de la mer Caspienne. Un missile S-300 frappe un barrage, dans la zone de Karlivka, de la région de Donetsk.

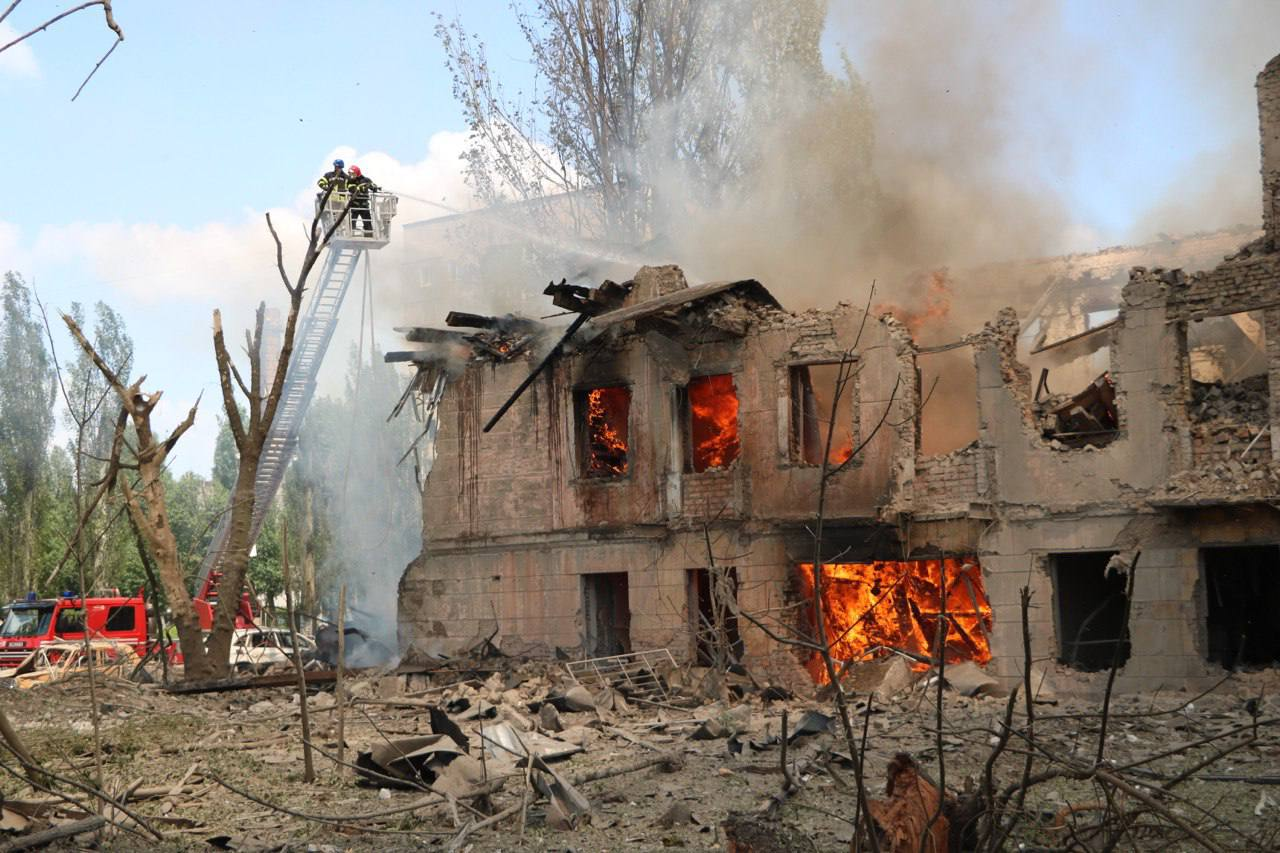
Hôpital de Dnipro après une frappe de missile.

### 27 mai
Le district urbain de Chebekino, situé dans l'oblast de Belgorod, est sous le feu d'artillerie vraisemblablement installée en Ukraine.
Le ministère de la Défense russe déclare avoir détruit douze drones ukrainiens, au cours des dernières vingt-quatre heures et intercepté deux missiles de croisière de longue portée Storm Shadow ainsi que des missiles HIMARS et HARM, sans indiquer les lieux de ces interceptions,.
Deux drones ukrainiens endommagent un bâtiment administrant un oléoduc, dans la région de Pskov, en Russie,.

### 28 mai
Pour la quatorzième fois durant ce mois de mai, la Russie lance une nouvelle attaque aérienne sur Kyïv,,,.
L'état-major des forces armées ukrainiennes affirme que « dans les zones occupées, les occupants russes font constamment pression sur les habitants, les menacent d'expulsion et de confiscation de leurs biens. Les citoyens possédant un passeport ukrainien, un permis de conduire ou une carte grise sont menacés de voir leurs biens confisqués s'ils refusent de recevoir des documents russes ».
Des missiles Storm Shadow atteignent des cibles à Marioupol et Berdiansk, occupées par les Russes.

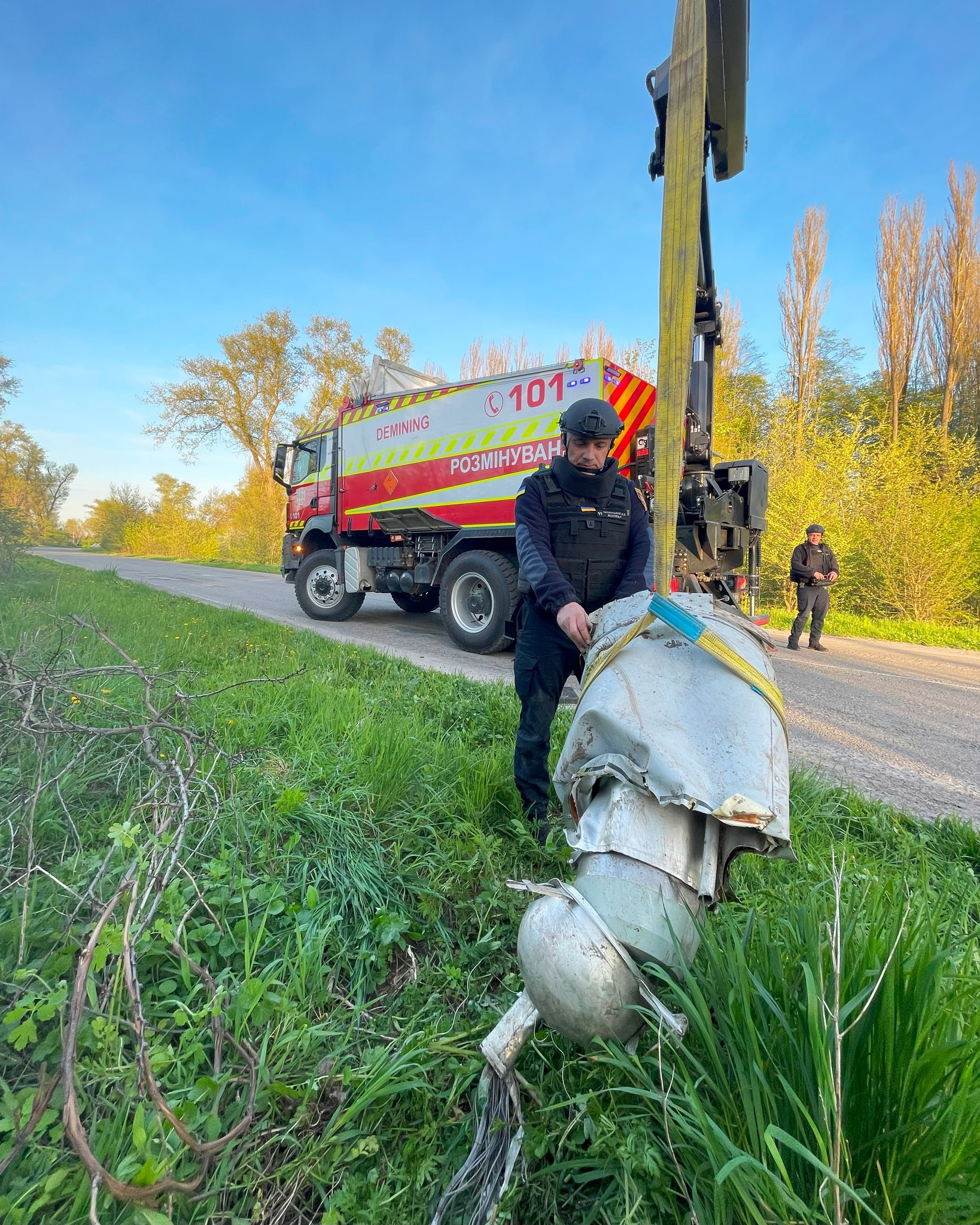
Restes d'un missile de croisière russe Kh-55 trouvés dans la région de Kyïv.
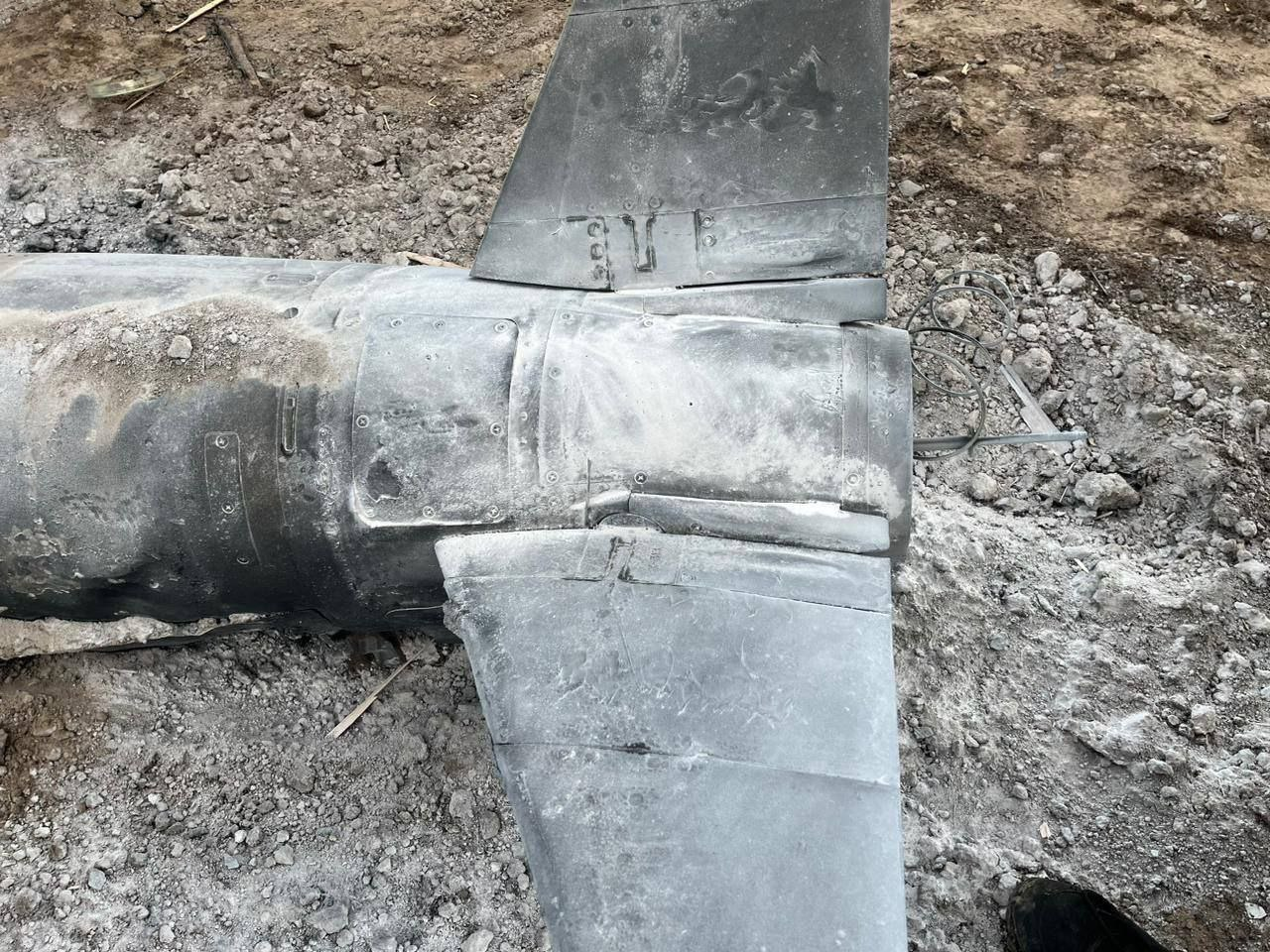
Missile Kh-55 abattu dans la région de Kyïv.
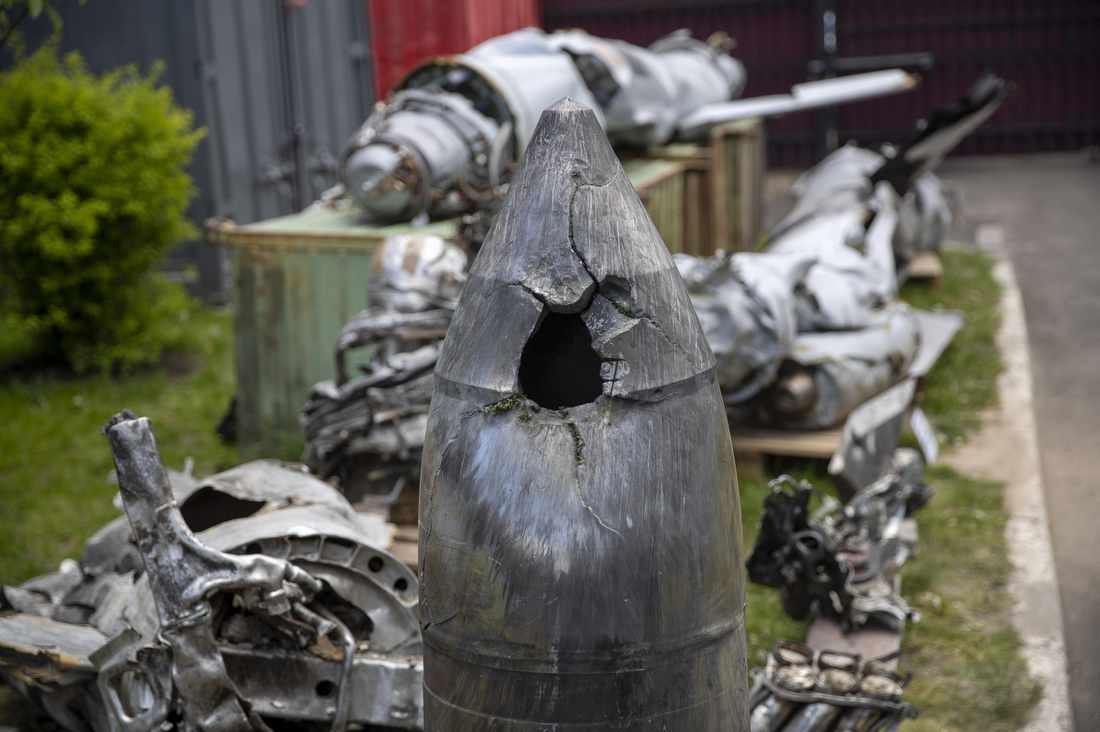
Missile russe abattu.
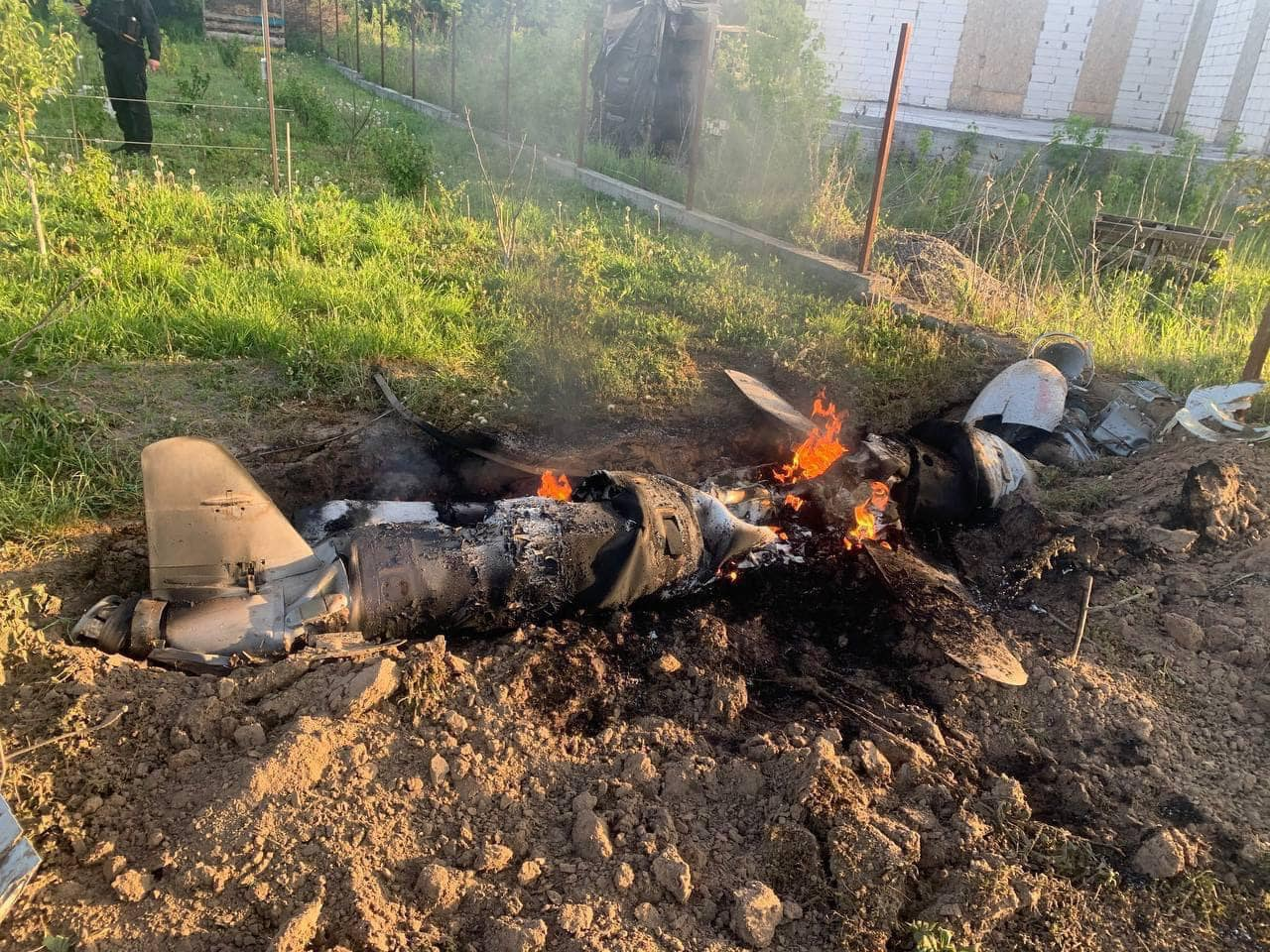
Missile de croisière abattu dans la région de Kyïv.

### 29 mai
Les russes lancent « jusqu'à 40 missiles de croisière depuis des avions, au-dessus de la mer Caspienne et environ 35 drones depuis le nord et le sud » dont Kyïv qui est une nouvelle fois frappée par des drones et des missiles.
L'Ukraine indique qu'une frappe de missiles Storm Shadow a détruit un bâtiment de cinq étages, abritant un centre de santé converti en caserne, pouvant accueillir jusqu’à 650 soldats. Cette frappe aurait tué une centaine de soldats russes et fait plus de 400 blessés
Le ministère de la Défense russe indique qu'« à la suite d’une frappe d'armes de haute précision des forces aérospatiales russes sur la zone d'amarrage de bateaux militaires dans le port d'Odessa, le dernier navire de guerre de la marine ukrainienne, un navire de débarquement, le Iouriy Olefirenko, a été détruit »,,.

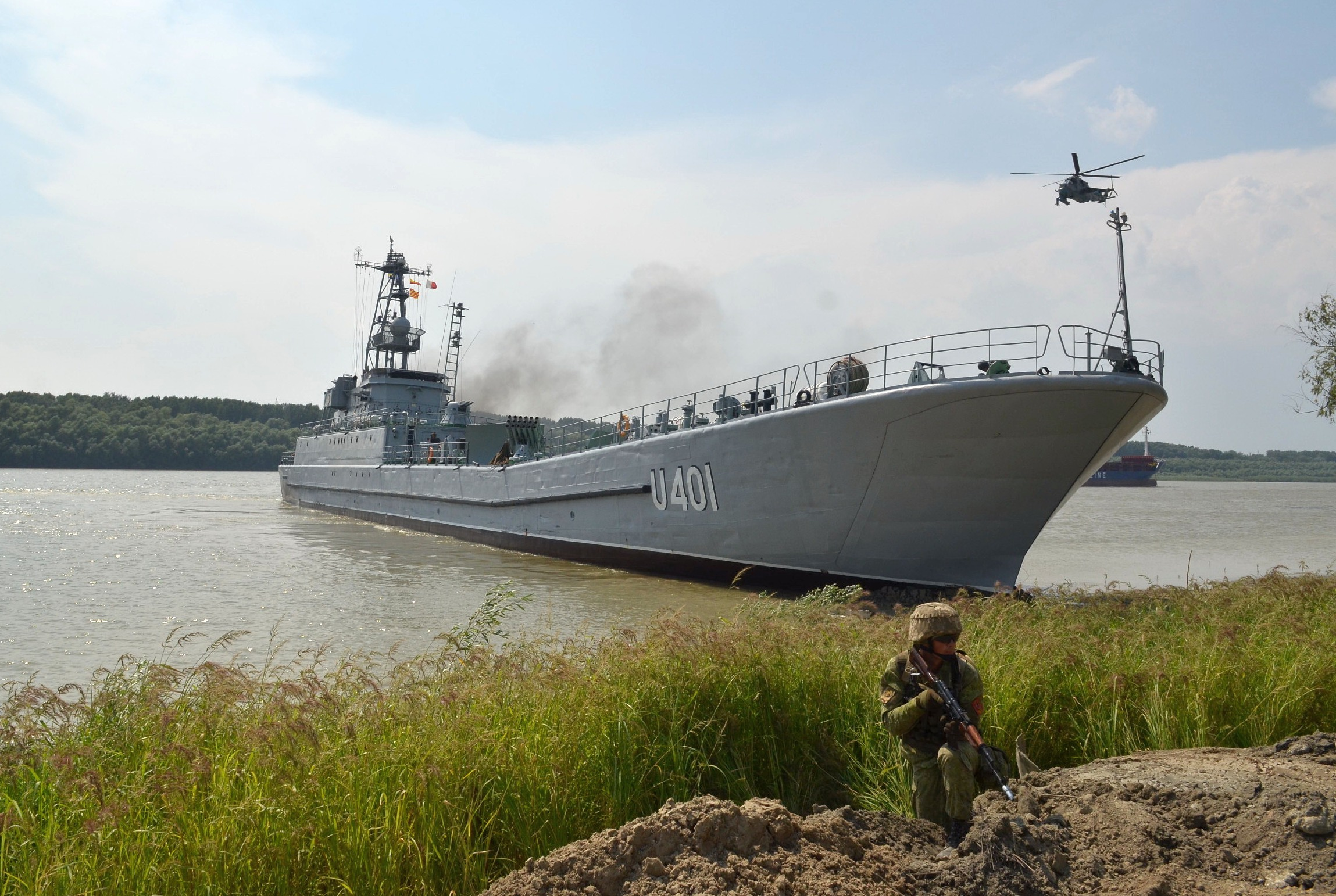
Le navire de débarquement Iouriy Olefirenko.

### 30 mai
Kyïv est de nouveau frappée par des bombardements russes. L'armée de l'air ukrainienne affirme : « de 23 h 30 à 4 h 30, les troupes d'occupation russes ont attaqué l'Ukraine avec 31 drones de fabrication iranienne Shahed-136 et Shahed 131, dont 29 ont été abattus, presque tous près de la capitale et dans le ciel de Kyïv ».
Moscou est attaquée par des drones (ru), causant quelques dégâts rue Profsoyouznaïa, Perspective Lénine et rue Atlasova (улица Атласова). Selon Andreï Vorobiov (ru), gouverneur de la région de Moscou, quatre à dix drones ont été détruits dans la périphérie de Moscou.
Mikhaïl Michoustine, le Premier ministre russe, déclare : « depuis octobre dernier, près de 1,5 million de personnes originaires des nouvelles régions ont reçu un passeport russe ».
Le gouvernement russe décrète qu'« il n'y aurait pas d’enquête sur les accidents survenus dans les installations industrielles et hydroélectriques en Ukraine occupée à la suite d’opérations militaires, de sabotages et d’actes de terrorisme ». Le 6 juin 2023 la section centrale du barrage de 3,2 km de large est détruite entraînant des inondations généralisées en aval. Au moment de sa destruction, le barrage était sous contrôle russe et le niveau de l'eau avait atteint son plus haut niveau en 30 ans.

### 31 mai
Viatcheslav Gladkov, le gouverneur de la région de Belgorod (ru), indique que la ville de Chebekino, oblast de Belgorod, a été bombardée durant la nuit.
Le gouverneur de la région de Krasnodar (ru), Veniamin Kondratiev (ru) signale qu'une raffinerie de pétrole est en feu, à Krasnodar, après une attaque de drones ukrainiens.
Le village de Karpaty, sous contrôle de la République populaire autoproclamée de Lougansk, situé à 35 kilomètres à l'ouest de Louhansk est touché par des frappes de HIMARS.

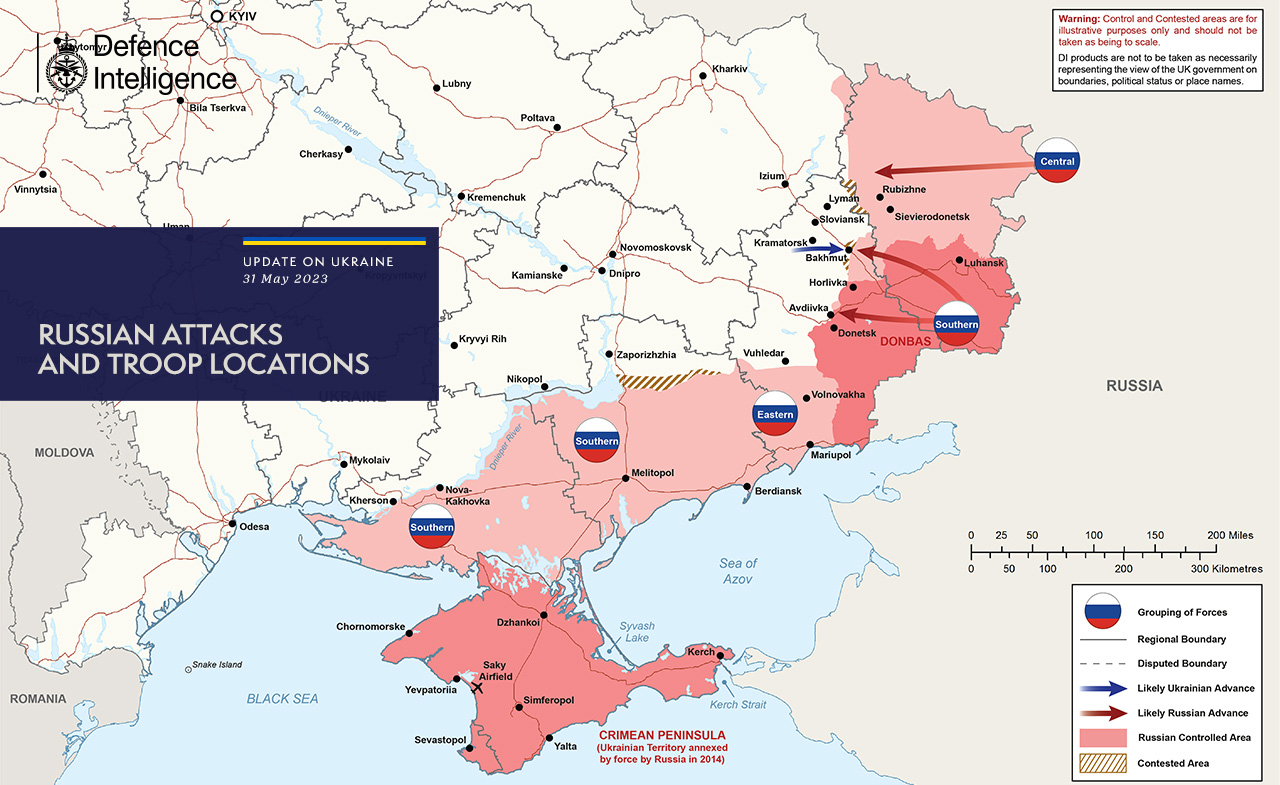
Situation le 31 mai 2023

### Juin 2023
Pour les événements suivants, voir Chronologie de l'invasion de l'Ukraine par la Russie (juin 2023).